# Jeepta
Jeepta（ジプタ）は、日本のバンド。主に千葉・東京を拠点に活動している。バンド名の由来は絵本、『しょうぼうじどうしゃじぷた』からとっている。正式表記は"J"が大文字の「Jeepta」である。所属レコード会社はビーイング、レーベルはpure:infinity。2013年より無期限の活動休止中。

## メンバー

### 現メンバー
- 石井卓（いしい たく）- ボーカル・ギター
  - バンド名の名付け親。
- choro（チョロ）- ギター 
  - 2006年7月加入。
- サトウヒロユキ - ベース
  - バンドリーダー
- 小笠原大悟（おがさわら だいご）- ドラム
  - 2009年10月加入。
  - 1984年11月13日生まれ。血液型A型。

### 元メンバー
- 佐藤雅文（さとう まさふみ） - ギター
- 青木奈菜子（あおき ななこ） - ドラム
  - バンドの紅一点のメンバーとして男性顔負けのドラムテクニックを披露したが、2009年10月24日のライブを最後に脱退した。

## 略歴
2004年
- 12月 - 石井卓、サトウヒロユキ、佐藤雅文により千葉県で結成。千葉市の稲毛K`s Dreamを中心に活動を行う。
- 青木奈菜子が加入。

2006年
- 7月 - choroが加入。

2007年
- 4月 - 自主制作盤「リコール」を500枚限定リリースし、2ヶ月で完売する。ツアーを行い、関西にも遠征する。

2008年
- 1月 - K's Dreamの関連レーベル「ARTBOX RECORDS」から1stミニアルバム『シナリオ』をリリースする。初の全国ツアー（37公演）を開始する。
- 4月 - 雑誌『MUSICA』で注目のバンドとして相対性理論などともに特集が組まれる。
- 9月 - チバテレビなどで放送された「THE MOMENT」では特集が組まれ、ライブ風景を放送し、彼らのTV出演第一号となる。
- 10月 - インディーズレーベル「Magnifique」から2ndミニアルバム『進化論』をリリース。リリース直後に全国ツアーを行った。
- 12月31日 - 幕張メッセで行われたCOUNTDOWN JAPANに出演し、直後にK's Dreamでカウントダウンライヴを行う。

2009年
- 6月 - 1stフルアルバム『傾向と対策』がリリース。アルバム収録曲『心』がVMCのチャートで7位を記録するなど、好成績を残す。
- 8月2日 - ROCK IN JAPAN FESTIVAL（茨城県国営ひたち海浜公園）に出演。
- 8月15日 - 青木奈菜子が体調不良により一時バンドを離脱。サポートとして後にメンバーとなる小笠原大悟が参加する。
- 10月24日 - 青木が正式脱退。
- 10月29日 - 小笠原大悟が正式加入。

2010年
- 4月7日 - シングル『日進月歩』で、pure:infinityにてメジャー・デビュー。
- 5月1日 - ARABAKI ROCK FEST.（エコキャンプみちのく-国営みちのく杜の湖畔公園-）に出演。
- 7月21日 - シングル『理想郷』リリース。
- 8月8日 - ROCK IN JAPAN FESTIVAL（茨城県国営ひたち海浜公園）に出演。
- 9月29日 - アルバム『革命エントランス』リリース。
- 12月31日 - COUNTDOWN JAPAN（幕張メッセ）に出演。

2011年
- 10月5日 - アルバム『リードオフマン』リリース。

2013年
- 1月9日 - タワーレコード限定アルバム『花鏡』リリース。
- 5月1日 - 公式ウェブサイトにて、7月14日の【MURO FESTIVAL 2013】のライブをもって一時活動休止することを発表。
- 5月15日 - タワーレコード限定アルバム『花伝』リリース。

## メンバーと担当楽器

### 第1期 2004年12月～2006年
- 石井卓：ヴォーカル/ギター
- 佐藤雅文：ギター
- サトウヒロユキ：ベース
- 青木奈菜子：ドラム

ドラムレスの状態でスタジオに入って曲作りを開始。ほどなく青木が加入。本格的な活動をスタートする。

2005年2月に初ライブを行う。

自主制作「日々無情」録音。

### 第2期 2006年7月～2009年10月
- 石井卓：ヴォーカル/ギター
- choro：ギター
- サトウヒロユキ：ベース
- 青木奈菜子：ドラム

自主制作「リコール」録音。

「シナリオ」、「進化論」、「傾向と対策」録音。

### 第3期 2009年10月～
- 石井卓：ヴォーカル/ギター
- choro：ギター
- サトウヒロユキ：ベース
- 小笠原大悟：ドラム

「革命エントランス」、「リードオフマン」、「花鏡」、「花伝」録音。

## ディスコグラフィー

### 自主制作
- 日々無情/心の鳥/かたちあるもの - (2006年 第1期～第2期)(完売)
- リコール/旅路/体面感情 - (2007年4月 第2期)(完売)

### アルバム
|     | 発売日        | タイトル         | 規格品番  | 備考                     |
| --- | ------------- | ---------------- | --------- | ------------------------ |
| 1st | 2009年6月17日 | 傾向と対策       | QCL-004   | 第2期 オリコン最高291位  |
| 2nd | 2010年9月29日 | 革命エントランス | JBCP-9001 | 第3期 オリコン最高112位  |
| 3rd | 2011年10月5日 | リードオフマン   | JBCP-9005 | 第3期 オリコン最高172位  |
| 4th | 2013年1月9日  | 花鏡             | GTR-001   | 第3期 タワーレコード限定 |
| 5th | 2013年5月15日 | 花伝             | GTR-002   | 第3期 タワーレコード限定 |

### ミニアルバム
|     | 発売日        | タイトル | 規格品番 | 備考  |
| --- | ------------- | -------- | -------- | ----- |
| 1st | 2008年1月16日 | シナリオ | ABR-1101 | 第2期 |
| 2nd | 2008年10月8日 | 進化論   | QCL-001  | 第2期 |

### シングル
|     | 発売日        | タイトル  | 規格品番  | 備考                              |
| --- | ------------- | --------- | --------- | --------------------------------- |
| 1st | 2009年4月23日 | 心とsorry | QCL-003   | ライブ会場限定リリース 第2期 完売 |
| 2nd | 2010年4月7日  | 日進月歩  | JBCP-4001 | 第3期 オリコン最高91位            |
| 3rd | 2010年7月21日 | 理想郷    | JBCP-6004 | 第3期 オリコン最高140位           |

### 参加作品
| 発売日         | タイトル                             | 規格品番  | 収録曲     | 備考             |
| -------------- | ------------------------------------ | --------- | ---------- | ---------------- |
| 2013年03月20日 | あっ、良い音楽ここにあります。その参 | FIVER-021 | 3.最終兵器 | FIVE RAT RECORDS |

### その他
- ウタヒメ 彼女たちのスモーク・オン・ザ・ウォーター Original Sound Track - (2012年2月8日、石井卓がディープ・パープルの楽曲「スモーク・オン・ザ・ウォーター」をカバー)[1][2]。

## ミュージックビデオ
| 監督         | 曲名                                             |
| 柿本ケンサク | 「グリム」「心」「日進月歩」「白無垢」「理想郷」 |
| 不明         | 「リコール」                                     |

## タイアップ一覧
| 使用年 | 曲名     | タイアップ                                                        |
| ------ | -------- | ----------------------------------------------------------------- |
| 2010年 | 日進月歩 | 映画『最高でダメな男 築地編』主題歌                               |
| 2010年 | 日進月歩 | 中京テレビ制作・日本テレビ系『フットンダ』4月度エンディングテーマ |
| 2010年 | 日進月歩 | 長野朝日放送『情報パラダイス』4月度エンディングテーマ             |
| 2010年 | 理想郷   | テレビ東京系『JAPAN COUNTDOWN』7月度オープニングテーマ            |
| 2010年 | 理想郷   | 中京テレビ制作・日本テレビ系『フットンダ』8月度エンディングテーマ |

### ヘビーローテーション/パワープレイ

#### テレビ
| 放送年 | 曲名   | ヘビーローテーション/パワープレイ        |
| ------ | ------ | ---------------------------------------- |
| 2010年 | 理想郷 | 日本テレビ系『音龍門』Baby Dragon's Gate |

## 主な出演イベント
- 2008年12月31日 - COUNTDOWN JAPAN 08/09
- 2009年06月17日 - LIVE SUPERNOVA Vol.42
- 2009年08月02日 - ROCK IN JAPAN FESTIVAL 2009
- 2010年05月01日 - ARABAKI ROCK FEST.10
- 2010年08月08日 - ROCK IN JAPAN FESTIVAL 2010
- 2010年12月31日 - COUNTDOWN JAPAN 10/11
- 2011年12月31日 - COUNTDOWN JAPAN 11/12
- 2012年03月17日 - MUSIC CUBE 12
- 2012年05月04日 - 群雄割拠
- 2012年06月06日 - LACCO TOWER「心枯論」リリースツアー「心懇旅行」
- 2012年07月14日 - MURO FESTIVAL 2012
- 2012年09月15日・16日 - Yuya Tsuji Presents ETERNAL ROCK CITY.2012
- 2012年09月21日 - 群雄割拠
- 2012年10月27日 - 無限階段四段目
- 2012年11月10日 - ロックの夜明け presents 「INCIDENT 2012」
- 2012年12月09日 - LIFE IN SQUARE
- 2012年12月30日 - Crest YEAR END PARTY 2012 Special 4DAYS!
- 2012年12月30日 - LIVE DI:GA JUDGEMENT 2012
- 2013年03月03日 - HERE ファーストアルバム『死ぬくらい大好き愛してるバカみたい』発売記念ライブ
- 2013年04月13日 - UPLIFT SPICE presents『マルチカルチャリズム vol.8』
- 2013年05月22日・06月06日 - BYEE the ROUND  バイザラウンドTOUR 2013
- 2013年06月22日 - グッドモーニングアメリカ企画フェス 「あっ、良いライブここにあります。2013」
- 2013年06月30日 - 神戸ライブサーキットイベント ネコフェス2013
- 2013年07月01日 - THE ORAL CIGARETTES 企画『唇フェス vol.2 ～LIP ROCK fes～ 大阪編』
- 2013年07月14日 - MURO FESTIVAL 2013